# Хронология древнерусской литературы

## Письменность, фольклор и литература X века
- 911, 944, 971 — договоры Руси с греками. По одной концепции, славянские переводы сделаны в конце XI века, по другой — их тексты современны самим договорам.
- Начало X века — древнейшая русская кириллическая надпись — одно слово на корчаге из Гнёздова[1].
- X век — по маловероятной гипотезе Б. А. Рыбакова, в Киеве ведётся «языческая летопись»[2].
- 970-е годы — первые бесспорно кириллические надписи из Новгорода: на деревянных цилиндрах-замках[3] (датировка этих цилиндров X веком ныне оказывается под сомнением и более вероятной теперь представляется их датировка первой половиной XI века[4]).
- 996 — Составление церковного устава Владимира Святославича.
- 996 — Составление краткой летописной справки о деяниях князя Владимира (по А. А. Шахматову), использованной в позднейшем летописании и «Памяти и похвале князю Владимиру». Л. В. Черепнин считает, что тогда был создан летописный свод (по Б. А. Рыбакову, это свод 997 года).
- 999 — Первая запись на «Новгородском кодексе».
- Конец X-начало XI века — возникновение цикла былин о князе Владимире.